# Seleção Mauriciana de Futebol
A Seleção Mauriciana de Futebol representa a Maurícia nas competições de futebol da FIFA. Ela é filiada à FIFA, CAF e à COSAFA.
Nunca foi uma seleção de resultados expressivos no futebol: sua estreia foi contra a Seleção das Ilhas Reunião, em 1947, vencendo por 2 a 1. Sua maior vitória foi contra a mesma Seleção das Ilhas Reunião, por 15 a 2, em 1950. As duas partidas foram realizadas em Madagáscar.
A maior derrota dos Dodôs foi contra Egito, Seychelles e Senegal, com o mesmo placar nas três partidas: 7 a 0 (em 2003, 2008 e 2010);

## Copa do Mundo
Maurício jamais chegou perto da classificação para uma Copa do Mundo. Entre 1930 e 1950, não conseguiu entrar nas Eliminatórias; em 1974 estreou nas Eliminatórias, mas não chegou perto da vaga; em 1978 e 1982, também não conseguiu entrar; em 1986, esteve longe da classificação; em 1990, foi desclassificado por estar em litígio com a FIFA. Desde então, os Dodôs jamais estiveram na briga por vagas em Copas do Mundo.

## CAN
Maurício disputou apenas uma edição da Copa das Nações Africanas, em 1974. Caiu já na primeira fase, com três derrotas, dois gols marcados e oito sofridos.

## Técnicos
| Período   | Nome                               |
| --------- | ---------------------------------- |
| 1957–1959 | Harry Brophy                       |
| 1959–1963 | Joseph Le Roy                      |
| 1963–1964 | Danny McLennan                     |
| 1970–1988 | Mohammad Anwar Elahee              |
| 1976–1988 | Helmut Kosmehl                     |
| 1993      | Rudi Gutendorf                     |
| 1994–1996 | Mohammad Anwar Elahee              |
| 1997      | Rudi Gutendorf                     |
| 1998      | Ashok Chundunsing                  |
| 1998–2002 | Rajen Dorasami / France L'Aiguille |
| 2002–2003 | Patrick Parizon                    |
| 2003      | Akbar Patel                        |
| 2003–2005 | Elvis Antoine / Rajesh Gunesh      |
| 2006      | Sarjoo Gowreesunkur                |
| 2006      | Rajen Dorasami / France L'Aiguille |
| 2007      | Akbar Patel                        |
| 2007–2008 | Ashok Chundunsing                  |
| 2008–2009 | Benjamin Théodore                  |
| 2009–2014 | Akbar Patel                        |
| 2015      | Didier Six                         |
| 2015–2016 | Alain Happe                        |
| 2016–2017 | Joe Tshupula                       |
| 2017–2018 | Francisco Filho                    |
| 2018–     | Akbar Patel                        |